# Рожня (приток Чёрной)
Рожня́ — река в России, протекает в Псковской области Гдовском районе. Берёт начало у деревни Подосье. В реку впадает несколько притоков, наиболее крупные Калининка (правый) и Лома (левый). В бассейне располагается озеро Белое. Устье реки находится в 7 км по левому берегу реки Чёрная (правый приток р. Яни). Длина реки составляет 20 км.

## Исторические сведения
Первое письменное упоминание об этой реке находится в писцовой книге 1498/99 года письма Матвея Ивановича Валуева.

«В Залесье в Щепецком погосте великаго князя волости в Олексеевской, да в Микифоровской, да в Григорьевской Борисовых детей Мураш[к]ина, в Замошье пустошь Березна меж Яни реки и Рожны и Березна озера»— [РГАДА, Ф.1209, Оп.1, №706, л.251]

## Данные водного реестра
По данным государственного водного реестра России относится к Балтийскому бассейновому округу, водохозяйственный участок реки — Нарва, речной подбассейн реки — подбассейн отсутствует. Относится к речному бассейну реки Нарва (российская часть бассейна).
Код объекта в государственном водном реестре — 01030000412102000027175.